# Prefektura apostolska Falklandów
Prefektura apostolska Falklandów (łac. Apostolica Praefectura Insularum de Insulis Falkland seu Malvinis, ang. Apostolic Prefecture of Falkland Islands) – rzymskokatolicka prefektura apostolska na Falklandach założona w 1952 roku.
Siedziba prefekta znajduje się w Stanley.
Podlega bezpośrednio pod Stolicę Apostolską. Swoim zasięgiem obejmuje terytoria zależne Wielkiej Brytanii – Falklandy oraz Georgię Południową i Sandwich Południowy.

## Historia
- 10 stycznia 1952 – utworzenie prefektury apostolskiej Falklandów

## Prefekci apostolscy
- James Ireland MHM (1952 – 1973)
- Daniel Martin Spraggon MHM (1973 – 1985)
- Anton Agreiter MHM (1986 – 2002)
- Michael Bernard McPartland SMA (2002 – 2016)
- sede vacante (2016 – nadal)
  - Hugh Allan OPraem (2016 – 2024) administrator apostolski
  - Tom Thomas IC (2024 – nadal) administrator apostolski